# Новоселица (Хустский район)
Новосе́лица (укр. Новоселиця) — село в Межгорской поселковой общине Хустского района Закарпатской области Украины.
Население по переписи 2001 года составляло 1054 человека. Почтовый индекс — 90013. Телефонный код — 3146. Код КОАТУУ — 2122484801.